# Houtain-Saint-Siméon

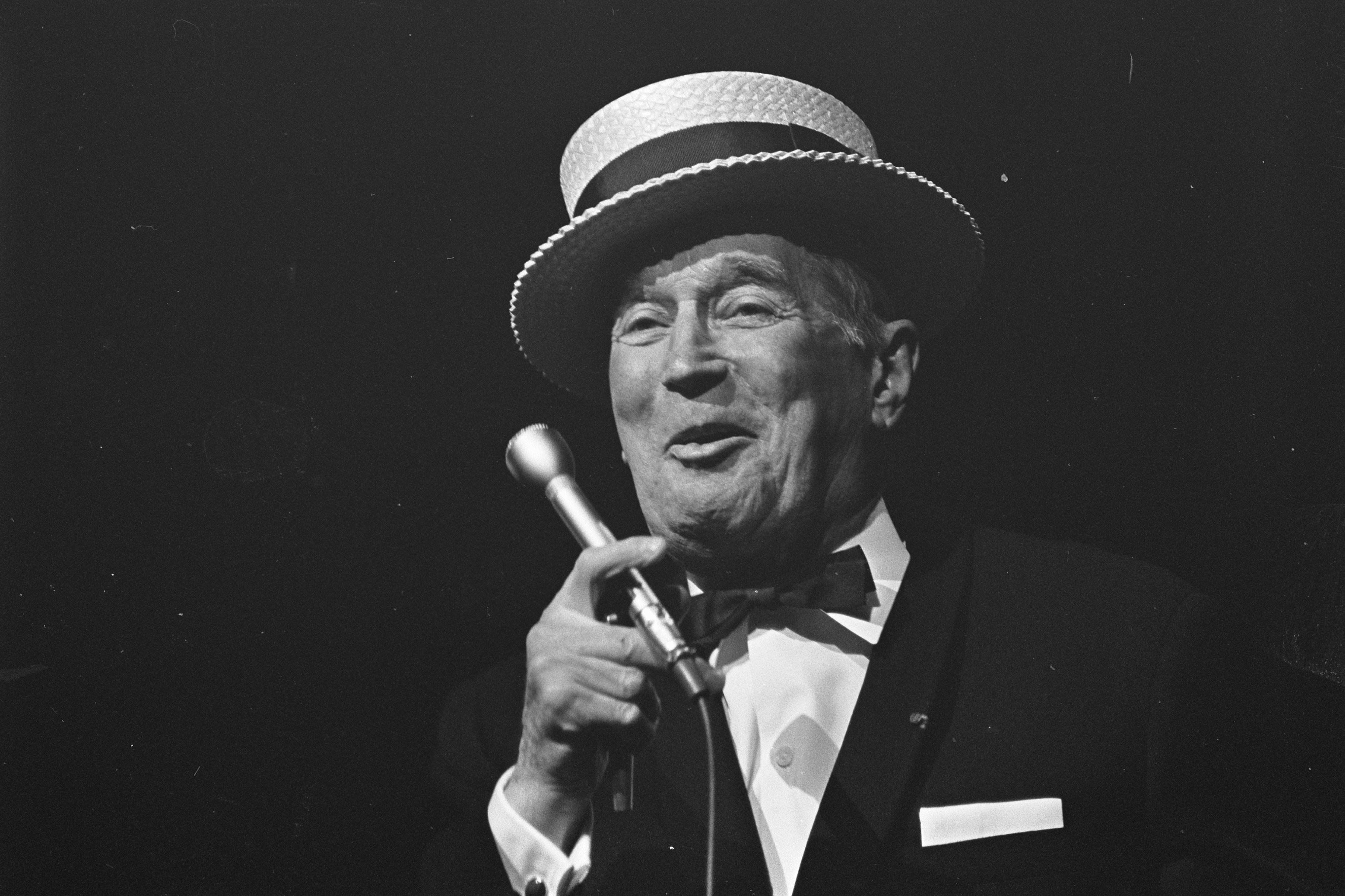
Maurice Chevalier met canotier

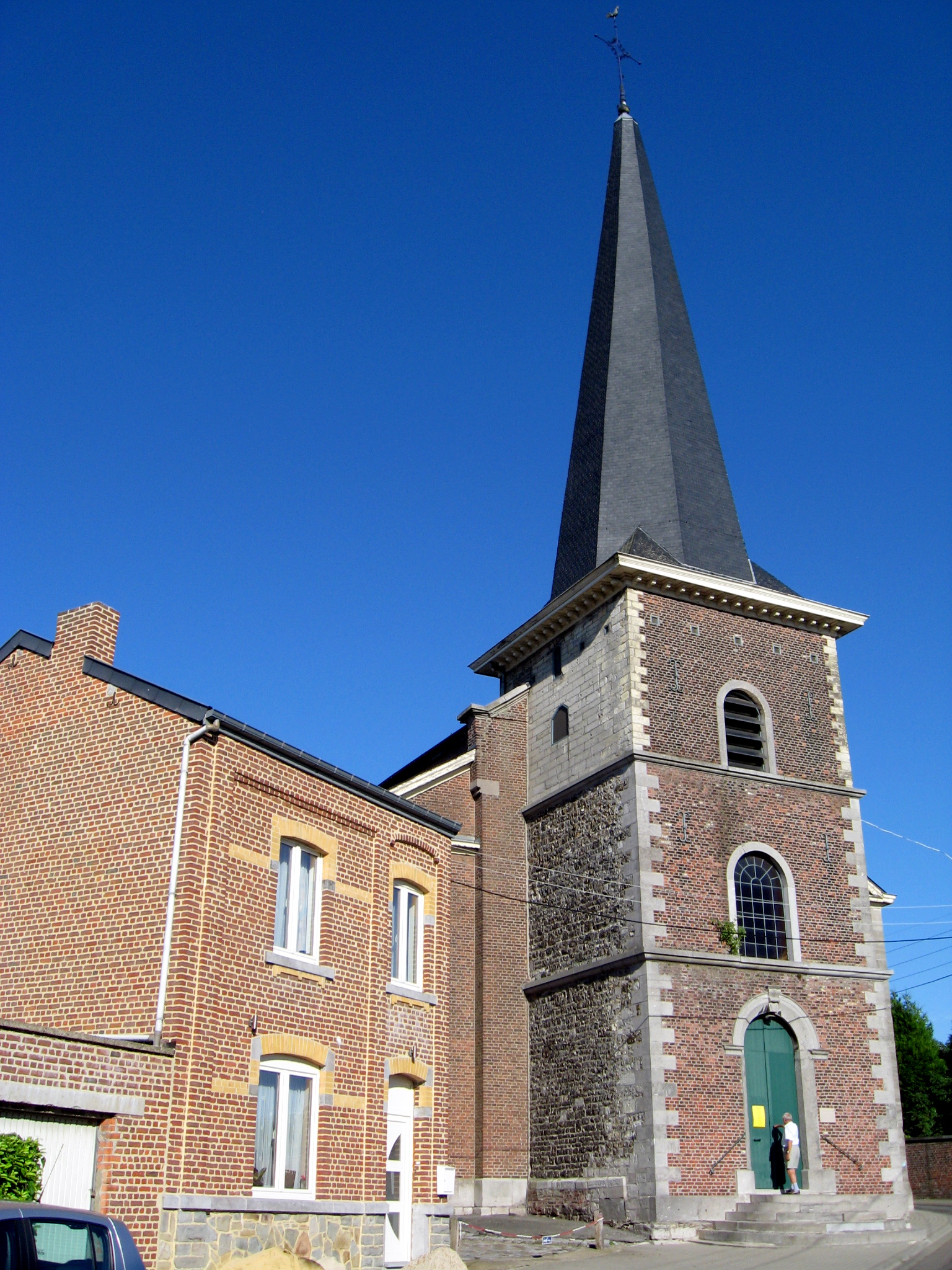
Sint-Simonkerk

Houtain-Saint-Siméon (Nederlands: Houtem, Waals: Houtin-Sint-Simeyon) is een plaats en deelgemeente in de Belgische provincie Luik. Houtain-Saint-Siméon was een zelfstandige gemeente en maakt sinds de gemeentelijke herindeling van 1977 deel uit van de gemeente Oupeye.

## Demografische ontwikkeling
- Bronnen:NIS, Opm:1831 tot en met 1970=volkstellingen, 1976= inwoneraantal op 31 december

## Natuur en landschap
Houtain-Saint-Siméon ligt op een plateau tussen de rivieren Maas en Jeker op een hoogte van ongeveer 150 meter in Haspengouw.

## Bezienswaardigheden
- De Sint-Simeonkerk (Église Saint-Siméon)
- Watertoren aan de Rue de Slins

## Economie
Houtain-Saint-Siméon was tot in het midden van de 20e eeuw een belangrijk centrum van de strohoedenindustrie (manufacture de chapeaux de paille) en de strovlechterij (tressage). De  Landbouw en veeteelt en een beperkte industrie vormen de huidige bestaansmiddelen.

## Trivia
De hier gefabriceerde strohoed, vooral de zogeheten canotier, was wereldberoemd en werd bezongen door Maurice Chevalier.

## Nabijgelegen kernen
Bitsingen (Bassenge), Rukkelingen (Roclenge), Heure-le-Romain, Slins